# 2023年好莱坞劳资纠纷
自2023年5月2日开始，美国影视产业发生了一系列劳资纠纷，而其中又主要集中在美国编剧工会和演员工会-美国电视和广播艺人联合会所领导的两场罢工上。这是好莱坞这两家行业工会第二次联合举行罢工，上次还要追溯到1960年；这使得媒体在报道中使用了“好莱坞双重罢工（Hollywood Double Strike）”这个名词。
《纽约时报》预测，随着演员工会的加入，“观众可能会在接下来的几个月内更广泛地注意到双重罢工的影响”。 这两起劳资纠纷都对美国电视和电影业造成了自2020年COVID-19大流行以来最严重的中断。

## 主要问题
引发制片商与两个工会艺术家之间纠纷的主要问题在于知识产权权益、艺术完整性、流媒体重播费的缺失和人工智能的新发展。

## 罢工行动

### 编剧罢工
2023年美国编剧协会大罢工是代表11,500名编剧的美国编剧工会因与影视制片人联盟持续存在的劳资纠纷而进行的罢工。罢工于2023年5月2日太平洋时区夏令时凌晨0点1分正式开始。 本次罢工是美国影视产业自2020年COVID-19大流行以来的最大规模中断事件，也是美国编剧工会自2007年—2008年大罢工之后的最大规模停工。

### 演员罢工
2023 年演員罢工涉及演员工会-美国电视和广播艺人联合会（SAG-AFTRA）和电影和电视制片人联盟（AMPTP） 之间的糾紛。經 SAG-AFTRA 全国董事会投票批准通過後，罢工于2023年7月14日太平洋夏令时午夜時分开始。此次罢工是自1980年演员罢工以来，好萊塢演员首次因劳资纠纷發起抗議。

## 罢工反响
美国导演协会、美国制片人协会、演员权益协会、 UNITE HERE Local 11、英国演员权益协会、国际卡车司机兄弟会、美国音乐家联合会、好莱坞基本工艺协会、国际戏剧舞台雇員联盟、美国東部作家协会及加拿大电影、电视和广播艺术家联盟在SAG-AFTRA宣布計劃加入WGA罢工后，都发表了支持声明     。Vox新聞網站表示，其他好莱坞工会对罢工者表现出的团结支持是非同寻常的，“与2007 年的上一次罢工時的反應形成鮮明對比”。另據《商业内幕》指出，此次勞工纠纷顯示出了近期日趨强大的劳工运动趋势。 
2023年7月，就在 SAG-AFTRA 宣布罢工前不久，據《Deadline Hollywood》报道，AMPTP欲寻求在好莱坞不同工会之间采取“分而治之”的方法應對抗議者。文章称，AMPTP 最早要到10月才会与WGA进行谈判，并援引一位工作室高階主管的话说，“最终的结果是让事情拖延下去，直到工会成员开始失去他们的公寓和房屋。”；相關發言隨後引發好莱坞媒体（例如《今夜娛樂》）和其他非好莱坞媒体（例如《名利场》和《纽约每日新闻》）的关注和强烈反对  。

## 行业冲击
受罷工影響，许多电影和电视節目项目被迫停止或推迟制作，這是自2020年新冠肺炎大流行以来美国电影和电视制作產業所面臨的最大衝擊。

### 脚注
1. ↑  尽管美国西部编剧工会（英语：Writers Guild of America West）与美国东部编剧工会（英语：Writers Guild of America, East）是两个独立组织，但它们作为一个实体——美国编剧工会——参与罢工行动。

### 出典
1. ↑  . The Hollywood Reporter. September 26, 2023  [September 27, 2023]. （原始内容存档于2023-09-28）.
2. ↑  Kilkenny, Katie. . hollywoodreport.com. Hollywood Report. November 9, 2023  [9 November 2023]. （原始内容存档于2023-11-09）.
3. ↑  . 美国东部编剧工会（英语：Writers Guild of America, East）.   [2023-08-04]. （原始内容存档于2023-07-18）.
4. ↑  . 电影与电视制片人联盟（英语：Alliance of Motion Picture and Television Producers）.   [2023-08-04]. （原始内容存档于2019-05-02）.
5. ↑  Brooks Barnes; John Koblin; Nicole Sperling. . 纽约时报 (纽约市: 纽约时报公司). 2023-07-13  [2023-08-04]. （原始内容存档于2023-07-17）.
6. 1 2  . 美国编剧工会.   [2023-08-03]. （原始内容存档于2023-06-08）. Stand with the 11,500 WGA members who write and produce the TV and films that entertain the world!
7. ↑  . 巴伦周刊 (道琼斯公司). 法新社. 2023-07-13  [2023-08-04]. （原始内容存档于2023-07-14）.
8. ↑  Melanie Mason; Christopher Cadelago; Jeremy B. White. . 政客 (阿克塞尔·斯普林格集团). 2023-07-12  [2023-08-04]. （原始内容存档于2023-07-13）.
9. ↑  Lois Beckett. . 卫报 (卫报媒体集团). 2023-07-13  [2023-08-04]. （原始内容存档于2023-07-13）.
10. ↑  John Koblin. . 纽约时报 (纽约市: 纽约时报公司). 2023-07-13  [2023-08-04]. （原始内容存档于2023-07-14）.
11. 1 2  . Yahoo!. 2023-05-23  [2023-08-03]. （原始内容存档于2023-07-14）.
12. ↑  Jake Coyle. . 美国之音. 美联社. 2023-07-17  [2023-08-03]. （原始内容存档于2023-08-03）.
13. ↑  . Fashion Sizzle. 2023-07-14  [2023-08-04]. （原始内容存档于2023-07-15）.
14. ↑  Sarah Whitten. . 全国广播公司商业频道 (NBC环球新闻集团（英语：NBCUniversal Television and Streaming）). 2023-07-13  [2023-08-04]. （原始内容存档于2023-07-14）.
15. ↑  Alissa Wilkinson. . Vox. 哥伦比亚特区: 沃克斯传媒. 2023-07-13  [2023-08-03]. （原始内容存档于2023-05-03）. According to the WGA's proposals chart, the guild's proposals would gain the writers about $429 million in total per year. The AMPTP's counter-proposal is an increase of about $86 million per year.
16. ↑  . 美国编剧工会. 2023-05-01  [2023-08-03]. （原始内容存档于2023-05-02）.
17. ↑  David Robb. . Deadline Hollywood. 2022-12-20  [2023-08-03]. （原始内容存档于2023-01-23）.
18. ↑  Huston, Caitlin. . The Hollywood Reporter. July 13, 2023  [July 14, 2023]. （原始内容存档于July 14, 2023）.
19. ↑  . Yahoo Entertainment. July 13, 2023  [July 14, 2023]. （原始内容存档于July 14, 2023）.
20. ↑  Pedersen, Erik. . July 13, 2023  [July 14, 2023]. （原始内容存档于July 14, 2023）.
21. ↑  Ramachandran, Naman. . July 13, 2023  [July 14, 2023]. （原始内容存档于July 14, 2023）.
22. ↑  . Devdiscourse.   [July 14, 2023]. （原始内容存档于July 14, 2023）.
23. ↑  Wilkinson, Alissa. . Vox. July 13, 2023  [July 14, 2023]. （原始内容存档于July 14, 2023）.
24. ↑  Moses, Lucia. . Business Insider.   [July 14, 2023]. （原始内容存档于July 14, 2023）.
25. ↑  Patten, Dominic. . Deadline Hollywood. July 11, 2023  [July 14, 2023]. （原始内容存档于July 19, 2023）.
26. ↑  Atad, Corey. . ET Canada. July 12, 2023  [July 14, 2023]. （原始内容存档于July 19, 2023）.
27. ↑  Murphy, Chris. . Vanity Fair. July 12, 2023  [July 14, 2023]. （原始内容存档于July 17, 2023）.
28. ↑  Ganz, Jami. . New York Daily News. July 12, 2023  [July 14, 2023]. （原始内容存档于July 19, 2023）.
29. ↑  Coyle, Jake. . 華盛頓郵報. 2023-07-17  [2023-07-17]. （原始内容存档于2023-07-30） （美国英语）.